# غار نظر
اشکفت نظر مربوط به دوران فرادیرینه‌سنگی است و در شهرستان چرداول شباب، دامنه ارتفاعات کوه خرمه واقع شده و این اثر در تاریخ ۱۷ اسفند ۱۳۸۱ با شمارهٔ ثبت ۷۹۹۷ به‌عنوان یکی از آثار ملی ایران به ثبت رسیده است.